# ADPリボース
ADPリボース(Adenosine diphosphate ribose)は、ポリADPリボースポリメラーゼによって形成される分子である。TRPM2イオンチャネルに結合し、活性化させる。